# James Kwast

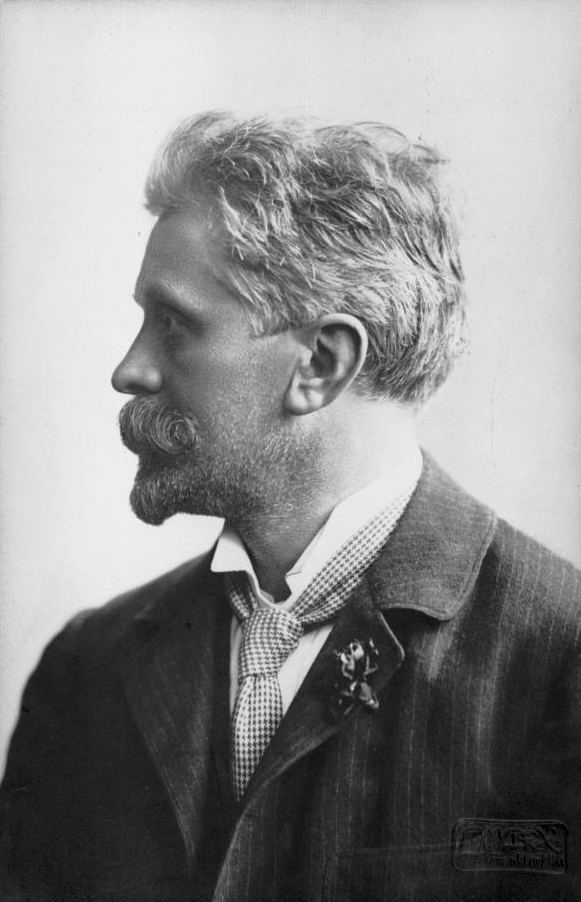
James Kwast (1903)

Jacob James Kwast (* 23. November 1852 in Nijkerk (Niederlande); † 31. Oktober 1927 in Berlin) war ein niederländisch-deutscher Pianist und Musikpädagoge.

## Leben
James Kwast studierte in Leipzig bei Carl Reinecke, später in Berlin bei Theodor Kullak und wurde im Juni 1883 Lehrer für Klavier am Hoch’schen Konservatorium in Frankfurt am Main. Später ging er zum Stern’schen Konservatorium in Berlin und war 1902 bis 1905 am dortigen Klindworth-Scharwenka-Konservatorium tätig.
Für seine Verdienste erhielt er den Orden für Kunst und Wissenschaft von Mecklenburg-Strelitz.

## Familie
James Kwast heiratete 1877 die Schauspielerin Antonie „Tony“ Hiller (* 14. Juli 1850 in Köln, † 15. Februar 1931 in Stuttgart), eine Tochter des Komponisten Ferdinand Hiller. Kwasts Tochter Mimi Kwast (1879–1926) wurde 1899 die Frau des Komponisten Hans Pfitzner, der 1886 bis 1890 ein Schüler von Kwast am Frankfurter Konservatorium war.
In zweiter Ehe heiratete Kwast die Pianistin und Reger-Schülerin Frieda Hodapp (1880–1949).

## Schüler
- 1886–1890: Hans Pfitzner
- 1905–1908: Ilse Fromm-Michaels
- ab 1909: Eduard Zuckmayer
- 1917–1923: Julius Herford (* 1901 als Julius Goldstein; † 1981)
- Walter Braunfels
- Percy Grainger
- Otto Klemperer
- Walter Burle Marx
- Else Schmitz-Gohr